# Prosopocera hologrisea
Prosopocera hologrisea là một loài bọ cánh cứng trong họ Cerambycidae.